# Cusseta (Georgia)
Cusseta város az USA Georgia államában. Lakosainak száma 9565 fő (2020. április 1.).

## Népesség
A település népességének változása:

| 2010 | 11 267 |
| 2020 | 9 565  |